# Hildesheimer Versöhnungskreuz
Das Hildesheimer Versöhnungskreuz ist ein ökumenisches Symbol in Form eines dreidimensionalen Kreuzes. Es wurde als Auftragsarbeit für das 500-jährige Reformationsjubiläum in der Abtei Königsmünster in Meschede konstruiert und gebaut. Am 11. März 2017 richteten Christen es in der Michaeliskirche in Hildesheim bei einem Versöhnungsgottesdienst von Protestanten und Katholiken symbolisch gemeinsam auf. Das Hildesheimer Versöhnungskreuz wird im Museum für Kunst und Kulturgeschichte Dortmund ausgestellt.

## Form und Material des großen Originals
Das Versöhnungskreuz ist ein dreidimensionales Kreuz. Es besteht aus drei Balken, die sich im Raum jeweils senkrecht mittig kreuzen. Das Kreuz ist außen aus Stahl und rostig, innen ist es mit Blattgold vergoldet. Das Kreuz ist 2,40 m mal 2,40 m mal 2,60 m groß und 250 kg schwer. Liegend hat es die Form einer Sperre, aufgerichtet wird es zum Kreuz und Wegweiser. Während das Kreuz aufgerichtet instabil steht, ist es liegend, als Sperre, stabil.

## Kleine Nachbauten
Kleine Nachbauten des großen Originals, deren Kanten jeweils 13 cm lang sind, werden in Meschede in der Abtei hergestellt.

## Konstrukteur
Das Kreuz wurde von Benediktinerpater Abraham Fischer konstruiert und gefertigt. Er hatte auch das Kreuz für das Kulturhauptstadtjahr „Ruhr 2010“ entworfen.

## Das Hildesheimer Versöhnungskreuz als Symbol am Reformationstag 2017
Im Rahmen der Reformationsfeierlichkeiten am 31. Oktober 2017 überreichte die Landesbischöfin der Evangelischen Kirche in Mitteldeutschland, Ilse Junkermann, dem Vorsitzenden der katholischen Deutschen Bischofskonferenz, Kardinal Reinhard Marx, als ökumenisches Zeichen ein Hildesheimer Versöhnungskreuz. Außerdem überreichten beim zentralen Festgottesdienst der Protestanten in der Wittenberger Schlosskirche der Ratsvorsitzende der Evangelischen Kirche in Deutschland, Heinrich Bedford-Strohm, und der Vorsitzende der katholischen Deutschen Bischofskonferenz, Kardinal Reinhard Marx, gemeinsam ein Kreuz an Bundespräsident Frank-Walter Steinmeier.